# Vitali Abalakov
Pour les articles homonymes, voir Abalakov.

Coinceur mécanique à cames dérivé de l'invention de Vitali Abalakov

Vitali Mikhaïlovitch Abalakov (en russe : Виталий Михайлович Абалаков), né le 13 janvier 1906 à Krasnoïarsk et mort le 26 mai 1986 à Moscou, est un alpiniste et inventeur russe, frère de Ievgueni Abalakov,.

## Biographie
Vitali Abalakov s'installe à Moscou en 1932. Il est diplômé de l'université de technologie chimique Dmitri-Mendeleïev de Moscou.
Inventeur du coinceur mécanique portant son nom (came Abalakov),, il compte, avec son frère Evgueni, parmi les plus grands alpinistes soviétiques, ayant joué un rôle prépondérant dans la conquête des principaux sommets de l'URSS et la recherche de nouveaux itinéraires dans le Caucase. Il a aussi inventé l'abalakov, une lunule artificielle en escalade glaciaire, le système consistant à forer deux trous obliques dans la glace qui se rejoignent pour constituer un ancrage en forme de V.
Lors de l’ascension du Khan Tengri en 1936, à la suite d'engelures, l'alpiniste perd plusieurs doigts et une partie du pied droit.
Il est arrêté par le NKVD en 1938 et passe deux ans en prison pour « propagande publique » de techniques alpines occidentales, « abaissement » des réalisations d'alpinistes nationaux et espionnage pour le compte de l'Allemagne.
Il rejoint le Spartak en 1949.
Vitali Abalakov est enterré au cimetière de Kountsevo.

## Ascensions
- 1933 – Conquête du sommet est du mont Béloukha
- 1934 – Ascension du pic Lénine
- 1936 – Deuxième ascension du Khan Tengri
- 1946 – Pic Patkhor et pic Karl Marx dans le Pamir
- 1956 – Ascension du Jengish Chokusu
- 1960 – Pic Octobre

## Décorations
- Ordre de Lénine
- Ordre de l'Insigne d'honneur